# Клисория
Клисо̀рия или Трапатуш, наричано понякога и Тръпотище (на гръцки: Κλεισώρεια, Клисория, до 1927 година: Τραπαντούστιον, Τραπατούστιον, Трапандустион, Трапатустион) е село в Егейска Македония, Република Гърция, дем Горуша (Войо), област Западна Македония.

## География
Селото е разположено на 870 m надморска височина, в южните склонове на Одре планина, в областта Населица на около 25 km западно от град Неаполи (Ляпчища) и около 20 km северозадно от Цотили. На север граничи със село Дамаскиния (Видолуща), а на запад - с Драгасия (Дислап).

## История

### Етимология
Според академик Иван Дуриданов етимологията на името Тръпотище е от първоначалния патроним на -ишти < -itji, който произхожда от личното име Тръпота, получено със суфикса -ата от Тръпо, което пък е съкратена форма от композита от типа на сръбските лични имена Трпи-мир, Трпо-мир.

### В Османската империя
В края на XIX век Трапатуш е гръкоезично село в Населишка каза на Османската империя. Според Васил Кънчов в 1900 година в Трапатушъ (Тръпотище) живеят 237 гърци християни.
На Етнографската карта на Битолския вилает на Картографския институт в София от 1901 година Трепатуш е чисто гръцко село в казата Населица на Серфидженския санджак с 42 къщи.
Според статистика на Серфидженския санджак на гръцкото консулство в Еласона от 1904 година в Трапатусти (Τραπατούστη), Населишка каза, живеят 55 гърци валахади и 65 гърци християни.
По данни на секретаря на Българската екзархия Димитър Мишев в Трепатуш (Trepatouch) има 210 гърци патриаршисти.
Според Георгиос Панайотидис, учител в Цотилската гимназия, Трапотусти (Τραποτούστιον) е част от Костенарията и в 1910 година има 40 „гъркогласни“ семейства – 25 християнски и 15 мюсюлмански. В селото работи основно гръцко училище с 1 учител и 20 ученици мъже.
На етническата карта на Костурското братство в София от 1940 година, към 1912 година Трапатушъ е обозначено като гръцко селище.

### В Гърция
През Балканската война в 1912 година в селото влизат гръцки части и след Междусъюзническата в 1913 година Вайпеш остава в Гърция. В средата на 20-те години мюсюлманската част от населението на селото е изселена в Турция по силата на Лозанския договор и на нейно място са заселени понтийски гърци бежанци от Турция. В 1928 година в селото са регистрирани 9 семейства или 31 души новодошли бежанци.
В 1927 година името на селото е сменено на Клисория.
Населението традиционно произвежда жито, тютюн и други земеделски продукти, като се занимава и със скотовъдство.
| Година    | 1913 | 1920 | 1928 | 1940 | 1951 | 1961 | 1971 | 1981 | 1991 | 2001 | 2011 | 2021 |
| --------- | ---- | ---- | ---- | ---- | ---- | ---- | ---- | ---- | ---- | ---- | ---- | ---- |
| Население | 305  | 267  | 211  | 252  | 206  | 186  | 127  | 110  | 106  | 88   | 44   | 88   |